# Bulbophyllum carunculatum
Bulbophyllum carunculatum é uma espécie de orquídea (família Orchidaceae) pertencente ao gênero Bulbophyllum. Foi descrita por Leslie Andrew Garay, Fritz Hamer e Emily Steffan Siegerist em 1995.